# 작위의무
작위의무(作爲義務)란 해야할 의무라는 뜻의 형법상 개념으로 단순한 도덕상 또는 종교상의 의무가 아니라 법적인 의무를 말한다. 작위의무가 법적인 의무인 한 성문법이건 불문법이건 상관이 없고 또 공법이건 사법이건 불문하므로, 법령, 법률행위, 선행행위로 인한 경우는 물론이고 기타 신의성실의 원칙이나 사회상규 혹은 조리상 작위의무가 기대되는 경우에도 법적인 작위의무는 있다.

## 같이 보기
- 부작위범